# Frullania propaginea
Frullania propaginea là một loài Rêu trong họ Jubulaceae. Loài này được S. Hatt. & Streimann mô tả khoa học đầu tiên năm 1985.